# Royal Tunbridge Wells
Royal Tunbridge Wells és un poble del districte de Tunbridge Wells, Kent, Anglaterra. Té una població de 59.947 habitants i districte de 117.069.